# Scytodes chiquimula
Scytodes chiquimula là một loài nhện trong họ Scytodidae.
Loài này thuộc chi Scytodes. Scytodes chiquimula được miêu tả năm 2001 bởi Antonio D. Brescovit & Rheims.